# نادي الهلالية
نادي الهلالية السعودي هو أحد أندية الدرجة الثالثة في بلدة الهلالية بمنطقة القصيم ، تأسس عام 1401 هـ .

## لاعبي الفريق
ملاحظة: تشير الأعلام إلى المنتخب الوطني على النحو المحدد في قواعد الأهلية للفيفا. قد يحمل اللاعبون أكثر من جنسية واحدة غير تابعة للفيفا.
| الرقم | البلد    | المركز | اللاعب           |
| ----- | -------- | ------ | ---------------- |
| 1     | السعودية | حارس   | عبد الله الشمري  |
| 3     | السنغال  | مدافع  | ماما بالا ديوب   |
| 4     | السعودية | مدافع  | مبارك مطرب       |
| 5     | السعودية | مدافع  | مهند الشايع      |
| 6     | السعودية | وسط    | سامر المحيميد    |
| 7     | السعودية | وسط    | عاصم الصييفي     |
| 8     | السعودية | وسط    | فهد محمد الحربي  |
| 9     | السعودية | مهاجم  | عبد الله أبالخيل |
| 10    | السعودية | وسط    | محمد الخزيم      |
| 11    | اليمن    | وسط    | صالح باضريس      |
| 12    | السعودية | مدافع  | عبد الله السلمان |
| 13    | السعودية | مدافع  | عزام التويجري    |

| الرقم | البلد    | المركز | اللاعب                                   |
| ----- | -------- | ------ | ---------------------------------------- |
| 14    | السعودية | مدافع  | إبراهيم المصري (معار من النادي العربي)   |
| 15    | السعودية | وسط    | عبد الإله الرشيدي                        |
| 16    | السعودية | حارس   | عبد الملك الجديع                         |
| 17    | السعودية | وسط    | زياد العتيبي                             |
| 18    | النيجر   | مهاجم  | عبد الله برناوي                          |
| 20    | السعودية | وسط    | عبد الرحمن المغيص (معار من نادي التعاون) |
| 22    | السعودية | حارس   | محمد الدخيل                              |
| 24    | السعودية | وسط    | خالد الرشيدي                             |
| 41    | السعودية | مدافع  | فهد عبيد الحربي                          |
| 66    | السعودية | مدافع  | عبد الله الزهراني                        |
| 70    | السعودية | وسط    | عبد المجيد الحسين                        |